# Dario Kordić
Dario Kordić (nascido em 14 de dezembro de 1960 em Sarajevo, Bósnia e Herzegovina, Iugoslávia) é um antigo político bósnio-croata, comandante militar das forças do Conselho de Defesa da Croácia entre 1992 e 1994, e vice-presidente da República Croata da Herzeg-Bósnia. Ele está cumprindo uma sentença de 25 anos por crimes de guerra cometidos contra a população bósnia muçulmana durante a guerra croata-bosníaca.

## Ligações Externas
- ONU: Juicio a Kordic
- Ivan Violic: Informe Kordic